# De Cock en een dodelijk spel
De Cock en een dodelijk spel  is het eenennegentigste deel van de Nederlandse detectiveserie De Cock.

## Hoofdrolspelers
- Het recherchetrio Jurre de Cock, Dick Vledder en Appie Keizer, sinds deel 90 versterkt met de voormalige stagiaire Lotty.
- Corneel Buitendam, commissaris bureau Warmoesstraat.
- Daniel Bernhard Sanders, Daan, rechtshandige tennisprof, ranking ergens in de 800, 13-08-1999. Vader Arnold staan hem met raad en geld bij, moeder is ernstig ziek en hij heeft ook nog een oudere broer Pieter en minstens één verkochte wedstrijd.
- Marlous Dragstra, Officier van Justitie, maakt deel uit van een breed internationaal onderzoek naar matchfixing en heeft daartoe zich de supervisie over het onderzoek naar de dood van Daniel Sanders toegeëigend.
- Derk Kammenga, tenniscoach van Daan, gescheiden en stiefvader van Marcella, die hinderlijk wordt lastiggevallen door Daan.

## Plot
Thuis bij De Cock wordt de keuken verbouwd. Op het bureau aan de Warmoesstraat is er weinig te doen. De Cock heeft nog een dossier van een dode en een zwijgende drugsdealer onder zijn beheer, dat naar de rechtbank moet.
De grijze rechercheur besluit een wandelingetje te maken en krijgt door een kennis, Ramon Tromp, een vers lijk aangeboden in een pand van hem in de Trompetterssteeg. Hij rekent op de discretie van de rechercheur maar zet zelf het nieuws terstond op Facebook.
De Cock treft Daan Sanders aan, doodgeslagen met een dumbbell van 3 kilo. Naast bloed wordt later ook nog een zilveren sieraad gevonden met de cijfers 3009. Lotty weet dat terug te rechercheren naar de dubbelpartner van Daan, de linkshandige Jeroen Duys. Laatstgenoemde beschuldigt Daan van matchfixing en De Cock vindt inderdaad contant geld en een tweede telefoon met enkele opdrachten.
De Cock zit nu met moord en matchfixing. Als Derk Kammenga een aanslag op zijn eigen huis pleegt en zichzelf belast met onjuiste feiten kan de Cock tot actie overgaan. Hij sluit Derk een nachtje op en brengt tussentijds verslag over de wedstrijdvervalsing uit aan de Officier van Justitie. Die belooft Derk terstond opnieuw te arresteren als De Cock hem terecht vrijlaat als verdachte van de moord. Ze heeft nu eindelijk een aanknopingspunt in haar taaie onderzoek.
De Cock zit nu met een afsluitend etentje in een verbouwde keuken die nog maar half af is. Erger nog, hij heeft nog geen bewijs tegen een van de potentiële overgebleven verdachten. Uiteindelijk lukt het hem duidelijk te krijgen dat niet de zorgverzekeraar van Daan zijn moeder maar de ongevallenverzekeraar van Daan zelf de dure medische behandeling van moeder in Houston indirect gaat betalen. Daartoe was moord c.q. doodslag door de oudste op de jongste broer noodzakelijk. En de avond wordt geheel buiten stijl afgesloten met bestelde pizza’s.